# Vier Meesters van de Yuan-dynastie
De Vier Meesters van de Yuan-dynastie is een canon van vier belangrijke Chinese kunstschilders in de Yuan-periode (1271–1368), namelijk Huang Gongwang (1269–1354), Wu Zhen (1280–1354), Ni Zan (1301–1374) en Wang Meng (1308–1385).

## Beschrijving
Huang Gongwang en Wu Zhen behoorden tot de eerste generatie van schilders in de Yuan-periode. Zij schilderden weidse shan shui-landschappen op een bijna impressionistische wijze, door het gebruik van grove penseelstreken en natte Oost-Indische inkt. Huang en Wu borduurden hierbij voort op het werk van oude meesters, zoals Dong Yuan en Juran uit de 10e eeuw.
De twee jongere Meesters, Ni Zan en Wang Meng hadden respect voor de traditionele schilderwijze van Huang en Wu, maar onderscheidden zich door hun vernieuwende stijl. Ni Zan schilderde ingetogen landschappen met een spaarzaam gebruik van inkt. Wang Meng daarentegen staat bekend om zijn landschappen in stroperige penseelstreken, die samen een dicht en complex patroon vormen.

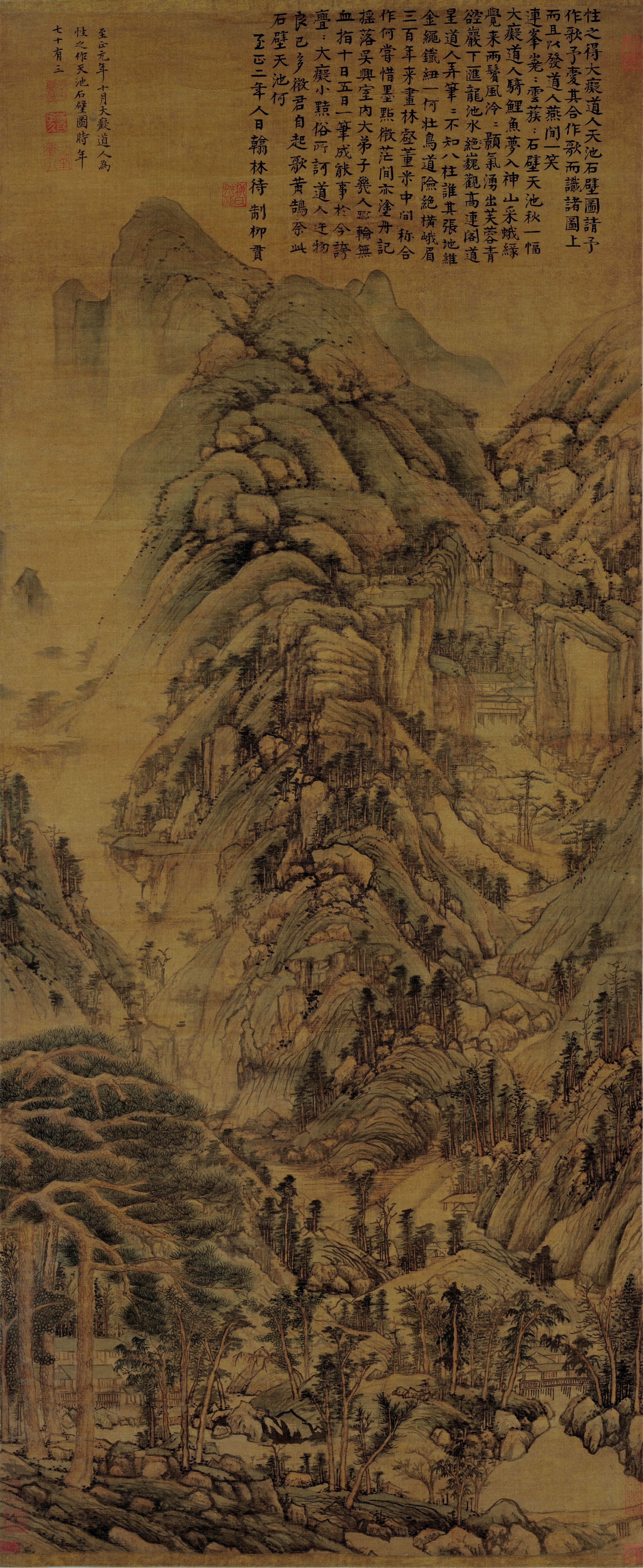
Rotsklif aan de Hemelvijver
- Huang Gongwang
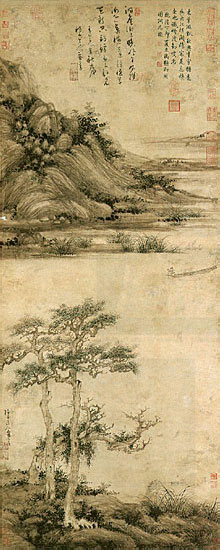
Vissende kluizenaar op het Dongtingmeer
- Wu Zhen
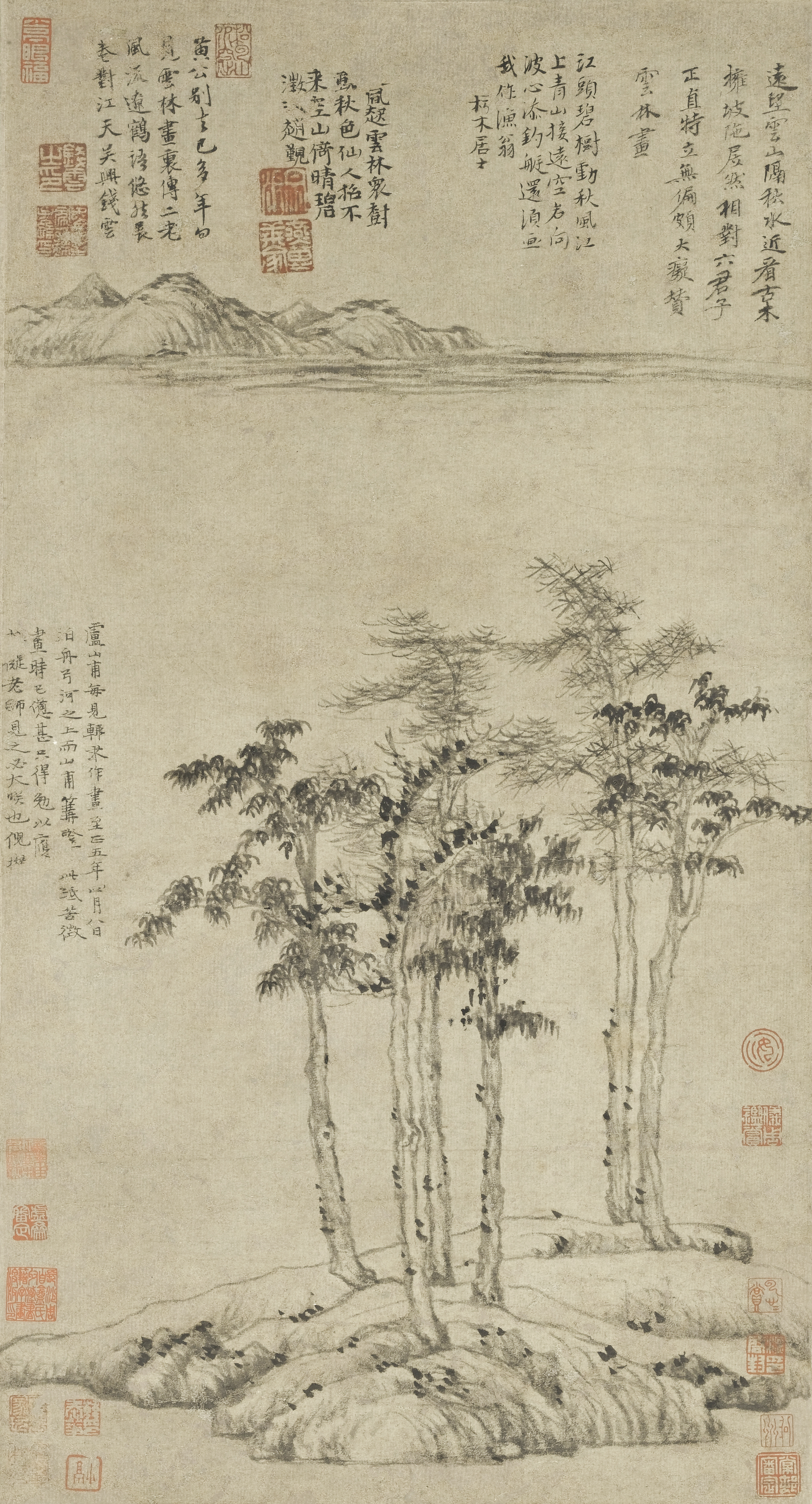
Zes edellieden
- Ni Zan
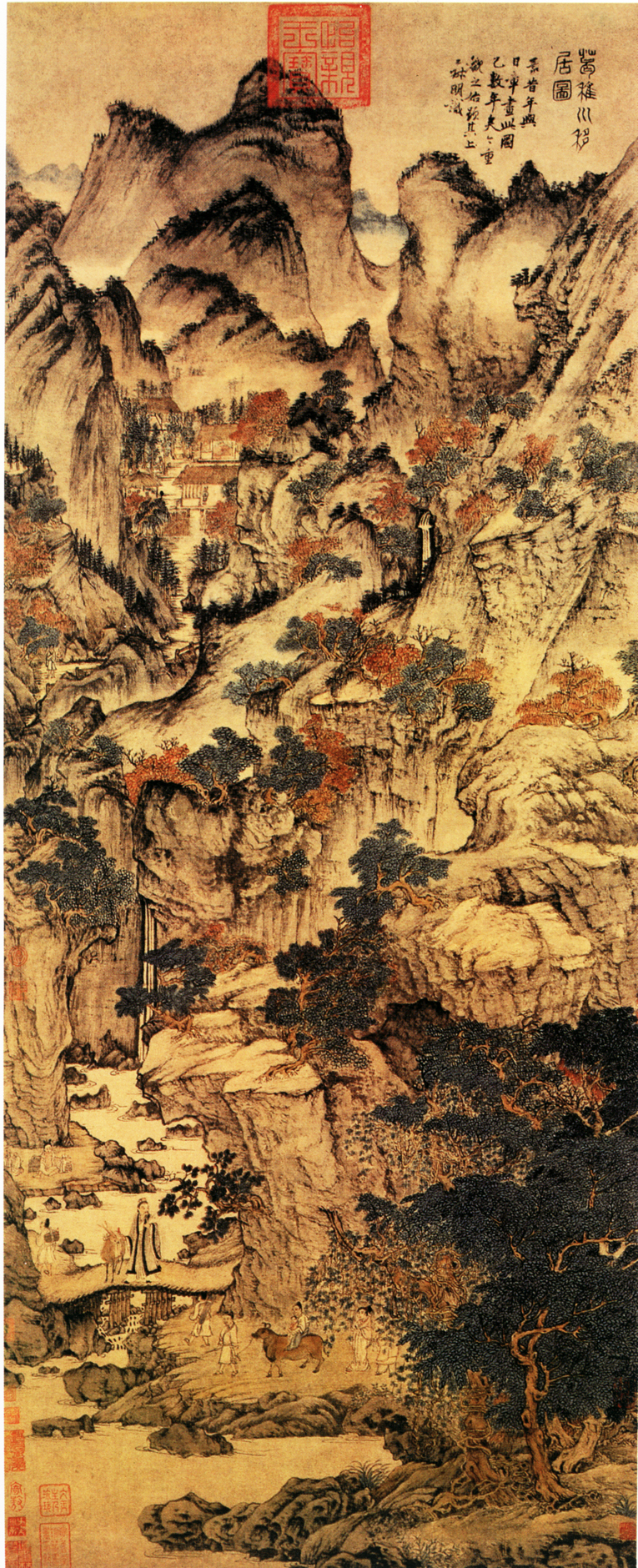
Ge Zhichuan verhuist
- Wang Meng

## Invloed
Het werk van de Vier Meesters had een grote invloed op de literati-schilderkunst (wenrenhua). Vanaf de periode van de Ming-dynastie werd verder geëxperimenteerd met nieuwe technieken om inkt aan te brengen. In navolging van de Vier Meesters kwam de nadruk te liggen op individuele expressie. Traditionele esthetische normen kregen daarbij een ondergeschikte plaats.